# Peyronelia rudis
Peyronelia rudis är en svampart som först beskrevs av Christian Gottfried Ehrenberg, och fick sitt nu gällande namn av S. Hughes 1958. Peyronelia rudis ingår i släktet Peyronelia och familjen Mytilinidiaceae.   Inga underarter finns listade i Catalogue of Life.